# Werner Kaden
Werner Kaden (* 5. Januar 1928 in Olbernhau) ist ein deutscher Musikwissenschaftler. Er gilt als einer der besten Kenner der Musikgeschichte des Erzgebirges und der Stadt Chemnitz.

## Leben und Wirken
Werner Kaden stammt aus einer Arbeiterfamilie. Nach der Volksschulzeit in Olbernhau absolvierte er die Lehrerbildungsanstalt in Annaberg/E. von 1942 bis zur Einberufung in den Kriegsdienst im November 1944. Ab Oktober 1945 war er in Olbernhau als Neulehrer tätig. Hier gründete er 1952 die Volksmusikschule und leitete von 1953 bis 1956 die Goethe-Oberschule. Universitätsabschlüsse für das Fach Musikerziehung erwarb er 1952 nach einem Jahresfachlehrgang an der Martin-Luther-Universität Halle/Wittenberg und 1956 als Gasthörer an der Karl-Marx-Universität Leipzig. 1956 wurde er als Lektor/Dozent an das Pädagogische Institut Karl-Marx-Stadt, die spätere Pädagogische Hochschule Zwickau berufen. Ab 1963 leitete er dort die Fachrichtung Musikerziehung und bis 1990 den Wissenschaftsbereich Musikwissenschaft. Am 1. Oktober 1990 trat Kaden den Vorruhestand an. Er ist Mitbegründer und Ehrenmitglied des Chemnitzer Geschichtsvereins e. V.
Kaden promovierte 1965 an der Humboldt-Universität zu Berlin über Die Entwicklung der Arbeitersängerbewegung im Gau Chemnitz des Deutschen Arbeitersängerbundes von den Anfängen bis 1933. Seine Dissertation B mit der Thematik Zum Wertproblem in der Musik verteidigte er 1973 an der Universität Halle. Ab 1974 hatte er eine ordentliche Professur an der Pädagogischen Hochschule Ernst Schneller in Zwickau für das Fach Musikästhetik inne. Ab 1985 war er korrespondierendes Mitglied der Akademie der Pädagogischen Wissenschaften der DDR. Im Verband der Komponisten und Musikwissenschaftler der DDR war er von 1975 bis 1988 Vorsitzender des Bezirksverbandes Karl-Marx-Stadt sowie seit 1972 Mitglied des Zentralvorstandes und dessen Präsidium. Zudem zeichnete er als Vorsitzender der Zentralen Fachkommission Musikerziehung bei den Ministerien für Volksbildung und für das Hoch- und Fachschulwesen der DDR für die strukturelle und inhaltliche Ausgestaltung der Ausbildung von Musikerziehern an allgemeinbildenden Schulen verantwortlich.
Kaden veröffentlicht Bücher und Aufsätze zu musikhistorischen, -ästhetischen und -pädagogischen Themen. Seit 1985 beschäftigt er sich hauptsächlich mit der musikkulturellen Entwicklung in Chemnitz und im Erzgebirge. Von 1964 bis 2003 war Werner Kaden auch als Konzertrezensent für die Zeitschrift „Musik und Gesellschaft“ sowie für die „Freie Presse“ Karl-Marx-Stadt/Chemnitz tätig. Er ist seit 1952 mit Margarete geb. Müller verheiratet, das Ehepaar hat zwei Töchter und lebt seit 1956 in Karl-Marx-Stadt/Chemnitz.

## Ehrungen
- Vaterländischer Verdienstorden in Bronze (1978) und Silber (1988)
- Kulturpreis des Rates des Bezirkes Karl-Marx-Stadt 1969
- Auszeichnungen der Pädagogischen Hochschule Zwickau, des Verbandes der Komponisten und Musikwissenschaftler der DDR sowie des Kulturbundes der DDR

## Werke (Auswahl)
- Signale des Aufbruchs: Musik im Spiegel der „Roten Fahne“. Berlin: Verl. Neue Musik, 1988 ISBN 3-7333-0030-0
- Handbuch der Musikästhetik (Mithrsg. und Autor), VEB Deutscher Verlag für Musik Leipzig, 1979
- Viel Freuden bringt Frau Musica – Musikgeschichte von Annaberg-Buchholz 1496-1996, Sächsisches Druck- und Verlagshaus GmbH Dresden, 1996, ISBN 3-929048-84-1
- Christian Gottlob Neefe: 5. Februar 1748–26. Januar 1798; Komponist und Musikdirektor, Lehrer Beethovens. Chemnitz: Verl. Heimatland Sachsen, 1998
- Musikkultur im Erzgebirge – Beiträge zur Musikgeschichte einer Region. Chemnitz: Verl. Heimatland Sachsen, 2001 ISBN 3-910186-36-X
- Vom Lehrerseminar zum Evangelischen Gymnasium – die Geschichte eines Schulhauses. Marienberg: Druck- und Verlagsgesellschaft Marienberg, 2007 ISBN 978-3-931770-74-7
- Paul Kurzbach 1902–1997. Verlag Heimatland Sachsen 2002. ISBN 978-3-910186-34-7
- Mit grösstem Vergnügen – 100 Jahre TIVOLI Olbernhau – Olbernhau 2006
- 120 Jahre Erzgebirgische Philharmonie Aue. Altenburg: Kamprad, 2008 ISBN 978-3-930550-56-2